# 三好基晴
三好 基晴（みよし もとはる、1953年8月30日 - ）は、日本の医師、随筆家、コラムニストである。
健康法や医療問題に関して独創的なコラムを多く出筆している。
ホスメック・クリニック院長。福井県鯖江市生まれ。

## 人物
- スポーツ選手経験（走り高跳びで2m02cmの記録）[1] を活かし、東海大学医学部でスポーツ医学、トレーニング方法などを研究していた。
- 現在、アトピー性皮膚炎や花粉症などのアレルギー性疾患、化学物質過敏症、電磁波過敏症、がんや糖尿病などの生活習慣病などに対して、薬を使わず衣食住の生活環境を改善する診療をしている。
- 全国で講演活動や小人数の健康セミナーや料理教室を行っている。趣味は手作りの料理や発酵食、自然食レストランの食べ歩きなど。
- 2008年より神奈川マスターズ陸上競技大会に出場。2009年11月28日、M55（男子55～59歳の部）走り高跳び神奈川県記録保持者（1m55cm）[2]。2009年全日本マスターズ陸上競技選手権大会の走り高跳びで第2位。
- かつて「日本オムバス」および「全国アトピー友の会」の顧問を務めていたが、2002年に辞任している。

## 経歴
福井県鯖江市出身。1972年（昭和47年）3月、福井県立武生高等学校を卒業。1982年（昭和57年）3月、東海大学医学部を卒業。
1984年（昭和59年）3月、東海大学大学院医学研究科博士課程を修了（医学博士）。1987年（昭和62年）、常盤診療所所長に就任。
1995年（平成7年）、ホスメック･クリニック院長に就任。2003年（平成15年）11月16日、菌匠会の顧問就任。
2008年（平成20年）10月12日、栃木マスターズ記録会に出場（M55 4位）。
2009年（平成21年）11月28日、M55（男子55～59歳の部）走り高跳び神奈川県記録保持者（1m55cm）。
2012年（平成24年）7月31日、第21回関東マスターズ陸上競技選手権記録（M55 2位）。
2014年（平成26年）4月8日、プロデュースした『みかくや』開店。

## 著書
- 『「健康食」はウソだらけ』祥伝社 ISBN 9784396316501 （2015年2月9日）
- 『自然食の裏側 本当にこれでカラダに安全か?』かんき出版 ISBN 9784761270049 （2014年6月4日）
- 『原発被ばくと医療被ばく』花書院 ISBN 9784905324607 （2013年6月）
- 『本物が食べたい』二見書房 ISBN 978-4576101255 （2010年10月26日）
- 『薬の常識はウソだらけ』廣済堂出版 ISBN 978-4331514313 （2009年12月19日）
- 『健康のトリック 見てはいけない健康テレビ番組　「買ってはいけない」の著者が語る健康の真実』花書院 ISBN 9784938910761 （2005年5月）
- 『医者と薬にだまされない法―小さな病気が、大きな病気を治す』幻冬舎 ISBN 978-4344007765（2005年4月）
- 『病気の迷信―信じてはいけないのだ 「買ってはいけない」の著者が語る病気の真実』花書院 ISBN 978-4938910648 （2004年3月）
- 『危ない「化学物質」から身を守る―ダイオキシン、ポストハーベスト、遺伝子組み換え食品…』ベストセラーズ ISBN 978-4584010259（1997年12月）
- 『アトピー性皮膚炎はこわくない 』三一書房 ISBN 978-4380970139 （1997年8月1日）
- 『これでわかる本物―水・みそ・しょうゆ』（築地書館）
- 『買ってはいけない』共著（週刊金曜日）
- 『買ってはいけない2』共著（金曜日）
- 『「健康食」はウソだらけ』（祥伝社）
- 『ウソが9割　健康TV』（リヨン社）
- 『携帯小説「ドクターシェフ」』

### 共著
- 河名秀郎『発酵遺産』[9]花書院 ISBN 9784865610765 （2016年8月16日）